# Ediție specială (film din 1952)
A nu se confunda cu Ediție specială (film din 1978)
Ediție specială sau Închiderea ediției - SUA (titlu original: Deadline – U.S.A.) este un film american din 1952 scris și regizat de Richard Brooks. Rolurile principale au fost interpretate de actorii Humphrey Bogart, Ethel Barrymore și Kim Hunter.
Este povestea unui editor de ziar care a pornit o luptă împotriva mafiei, care scrie despre crimele unui gangster în timp ce încearcă să țină ziarul pe linia de plutire. 
Ziarul, denumit în film The Day (Ziua),  se bazează în linii mari pe vechiul cotidian  New York Sun  care a fost închis în 1950. Ziarul original Sun a fost editat de Benjamin Day, numele acestuia dând titlul ziarului fictiv din filmul din 1952 (ca un joc de cuvinte) (a nu se confunda cu ziarul din viața reală The Day din New London, Connecticut).
Tough as Nails, o biografie a lui Brooks scrisă de Douglas K. Daniel, citează închiderea în 1931 a ziarului New York World ca sursă de inspirație a filmului, inclusiv decizia fiilor lui Joseph Pulitzer de a vinde gazeta în loc de a o conduce ei înșiși.  

## Prezentare
Ed Hutcheson (Humphrey Bogart) este editorul șef al unui mare ziar metropolitan denumit Ziua. El este foarte loial Margaretei Garrison (Ethel Barrymore),  văduva fondatorului gazetei, dar doamna Garrison este pe punctul de a-l vinde unor persoane care intenționează să închidă definitiv ziarul.
Hutcheson are și alte preocupări, inclusiv faptul că fosta sa soție Nora (Kim Hunter) e pe cale de a se recăsători. El îi pune, de asemenea, pe reporterii săi să lucreze la cazul uciderii unei tinere femei și implicarea scandalagiului Tomas Rienzi (Martin Gabel) în această afacere. 

## Distribuție
- Humphrey Bogart - Ed Hutcheson
- Ethel Barrymore - Margaret Garrison
- Kim Hunter -  Nora Hutcheson
- Ed Begley - Frank Allen
- Warren Stevens - George Burrows
- Paul Stewart - Harry Thompson
- Martin Gabel - Tomas Rienzi
- Joe De Santis - Herman Schmidt
- Joyce MacKenzie - Katherine Garrison Geary
- Audrey Christie - Mrs. Willebrandt
- Fay Baker - Alice Garrison Courtney
- Jim Backus - Jim Cleary
- James Dean - Copyboy

## Primire
Variety a acordat filmului o recenzie pozitivă și l-a numit pe Bogart "convingător".